# キズナのチカラ
『キズナのチカラ』とは、BS日テレで2008年4月11日から2016年1月8日まで放送された富士重工（現：SUBARU）一社提供のドキュメンタリー番組

## 概要
家族や仲間が一つの目標にひたむきに向かうことで強めていく「絆」を通して、「明日へのチカラ」を届けるハートフルドキュメント番組

## 放送時間
- 金曜 23:00 - 23:30
開始から2013年9月27日までは22:00 - 22:30だったが、『深層NEWS』開始に伴い繰り下げとなった。
- 土曜 11:00 - 11:30 （再放送）

## ナビゲーター
- 山口智充 （2015年4月3日放送 -2016年1月8日 ）
- 照英 （2008年4月11日 - 2015年3月27日）

| BS日テレ 金曜日22:00 - 22:30                            | BS日テレ 金曜日22:00 - 22:30 | BS日テレ 金曜日22:00 - 22:30 |
| 前番組                                                  | 番組名                       | 次番組                       |
| ------------------------------------------------------- | ---------------------------- | ---------------------------- |
| いつみても波瀾万丈 ※22:00 - 23:00                       | キズナのチカラ               | 深層NEWS ※22:00 - 23:00      |
| BS日テレ 金曜日23:00 - 23:30                            |                              |                              |
| 名探偵モンク ※23:00 - 24:00 - 水曜日23:00 - 24:00に移動 | キズナのチカラ               | ON&OFF                       |